# Zebrablad
Zebrablad (Tradescantia zebrina), även kallad vandrande judinna, är en himmelsblomsväxtart som beskrevs av Julius Friedrich Wilhelm Bosse. Zebrablad ingår i släktet båtblommor, och familjen himmelsblomsväxter.

## Underarter
Arten delas in i följande underarter:
- T. z. flocculosa
- T. z. mollipila
- T. z. zebrina

## Bildgalleri

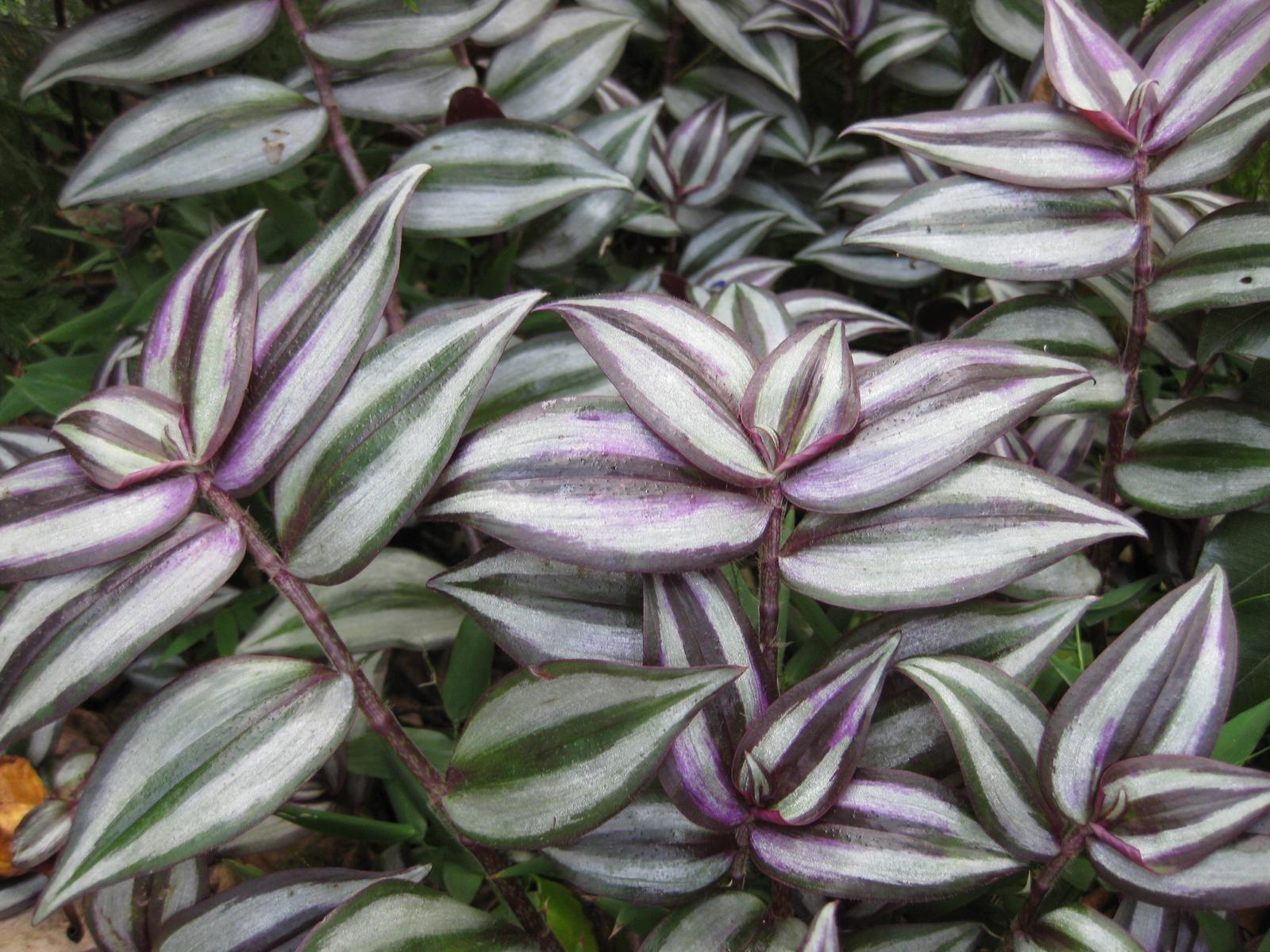
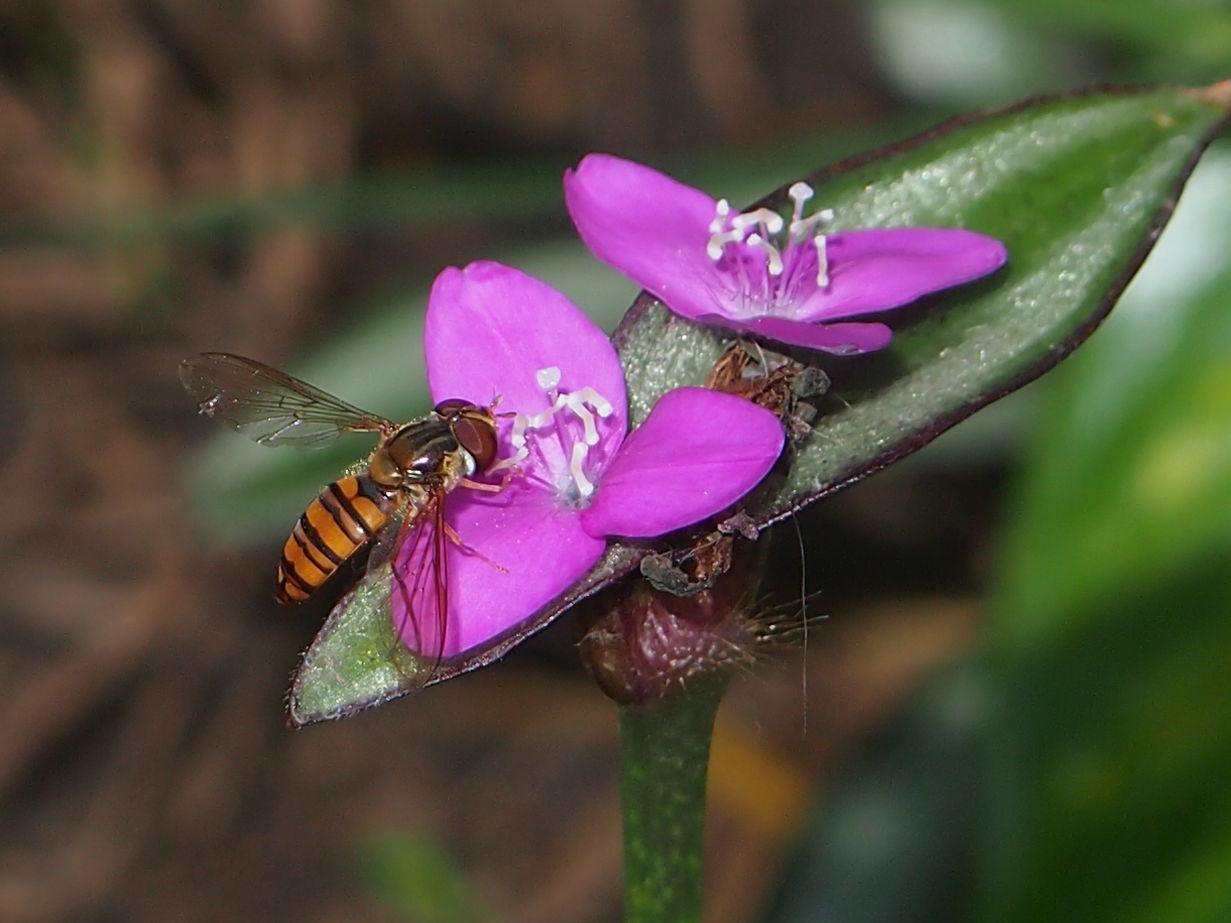
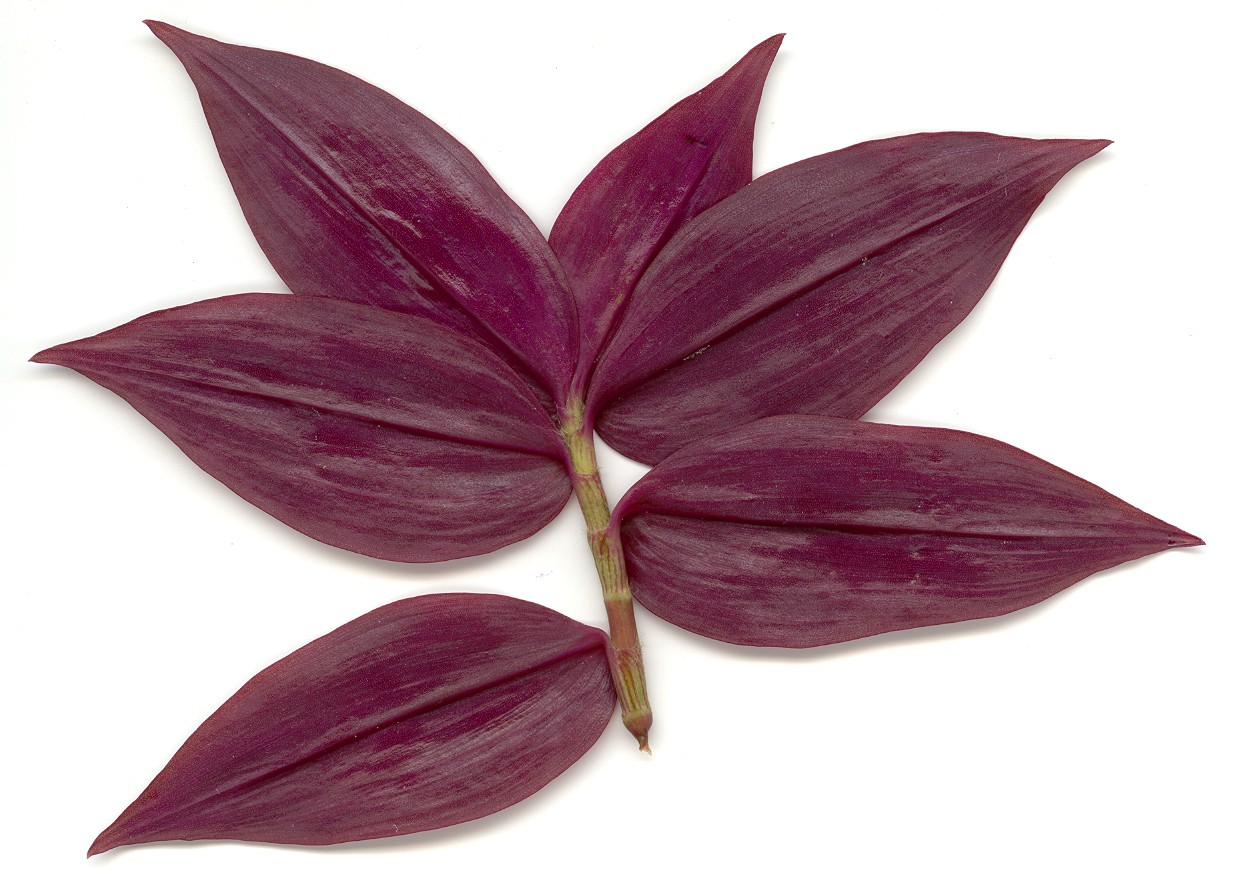